# Max Efrain Pérez
Max Efraín Pérez (Salinas de Garci Mendoza, departamento de Oruro, Bolivia, 18 de noviembre de 1932) es un poeta y ensayista latinoamericano, abogado, profesor universitario, magíster en Administración Educativa y en Literatura latinoamericana. Ejerció su carrera de poeta y escritor a la par de sus actividades profesionales de abogado y docente en la ciudad de La Paz, hasta 1971, año en que fue detenido por el gobierno dictatorial de Hugo Banzer. En 1972 fue enviado forzadamente al exilio a Venezuela. En ese país se trasladó a la ciudad de San Fernando de Apure, donde ejerció la docencia en Literatura y Francés. En ese país, además de desarrollar actividades literarias y culturales, impulsó la Asociación de Escritores de Venezuela, Seccional Apure.

## Obras
- Un verso en maletín viajero. Recopilación de poemas. Editorial Kipus. 2013.[2]
- Pregunten si tengo patria. Caracas, UCV, 1977.
- Perfiles de la joven literatura venezolana. Caracas, Asociación de Escritores de Venezuela, 1996.
- Coplerío y la poesía apureña. 2000.
- Tiempos de dolor y amor. 2001.
- Antología mínima. 2003
- Resplandor y apagón de las letras venezolanas. 2006.
- Los poetas y la poesía insurgente de Apure. 2007.
- Trastos y memorial al viento, crónicas de un pasado nebuloso.2007.